# オナガウツボ
オナガウツボ (学名：Strophidon sathete) は、ウナギ目ウツボ科に属する魚類。世界最長のウツボである。

## 分布と生息地
西インド洋から西太平洋に分布し、日本では駿河湾、和歌山県、高知県、琉球諸島で見られる。内湾やマングローブの泥底に生息する。

## 形態
全長3 m、最大で4 mとウツボ科の中で最長である。体色は茶色で腹は薄く、背鰭・臀鰭の縁辺は黒褐色。吻は丸みを帯び、目は小さく口は大きい。眼の後下にも側線管孔が開孔する。脊椎骨数は183 - 196である。

## 生態
夜行性で、小魚、甲殻類、多毛類などを捕食する。単独で生活し、岩の隙間や泥底に巣を作る。危険を感じると巣の中に隠れる。